# Le Feu aux poudres
Le Feu aux poudres (títol italià : X 3, operazione dinamite) és una pel·lícula en coproducció franco-italiana del gènere thriller policíac dirigida el 1957 per Henri Decoin i protagonitzada per Raymond Pellegrin, Charles Vanel i Peter van Eyck. La pel·lícula ens mostra, entre altres coses, els cellers de formatge de Roquefort.

## Sinopsi
Lola, l'esposa del traficant d'armes Pedro Wassewitch, se sent atreta per Ludovic, un jove pintor que resulta ser l'emissari d'un famós gàngster. Ludovic es presenta com enviat d'aquest últim per lliurar una càrrega. A l'ombra, la policia estableix una operació per intentar desmantellar aquest tràfic.

## Repartiment
- Raymond Pellegrin - Ludovic 'Ludo' Ferrier
- Charles Vanel - Albatrasse
- Peter van Eyck - Pédro Wassevitch
- Françoise Fabian - Lola Wassevitch
- Lino Ventura - Legentil
- Darío Moreno - Jeff
- Lyla Rocco - Brigitte
- Jacqueline Maillan - Mme Catherine, l'aubergiste
- Mathilde Casadesus - Mimi
- Pierre-Louis - L' inspector Fougeron
- Roland Armontel - Antoine
- Henri Cogan - Matt
- Michel Flamme - Un inspector
- Michel Jourdan - Dédé
- Pascal Mazzotti - Le pharmacien
- Georges Bayle
- François Chaumette – L'enginyer de so
- Nino Crisman
- Le Hang
- Olivier Darrieux - Un inspector
- Lisa Jouvet - La serventa
- Marthe Mercadier - L'aubergiste
- Albert Simonin - Albert

## Premis
- Festival Internacional de Cinema de Sant Sebastià 1957: Premi Zulueta d'interpretació masculina per Charles Vanel[2]